# Christopher Horner
Pour les articles homonymes, voir Horner.
Christopher Horner est un coureur cycliste américain, né le 23 octobre 1971 à Okinawa au Japon. Passé professionnel en 1995, il a connu une première expérience en Europe difficile au sein de l'équipe La Française des jeux (1997-1999). Passé par Mercury-Mannheim Auctions (2000-2001) et de retour aux États-Unis, il y a dominé le circuit de compétitions nationales de 2002 à 2004. À 33 ans, il revient en Europe au sein d'équipes ProTour. Il acquiert alors les principaux succès de sa carrière dont le Tour du Pays basque 2010. Coureur « tout-terrain », capable de s'illustrer en montagne, sur certaines classiques et en contre-la-montre, il devient un coéquipier important pour les meilleurs coureurs de grands tours : Cadel Evans en 2006 et 2007, Alberto Contador en 2008 et 2009, Levi Leipheimer de 2008 à 2011 et Lance Armstrong en 2010. Il remporte le Tour du Pays basque 2010, le Tour de Californie 2011. Lors du Tour d'Espagne 2013, il devient à 41 ans le plus vieux vainqueur d'étape et du classement général d'un grand tour.

## Repères biographiques
Christopher Horner naît le 23 octobre 1971 à Okinawa au Japon,. Il utilise le vélo comme moyen de transport durant sa jeunesse. Il dispute sa première compétition cycliste à l'âge de 17 ans à Mission Viejo en Californie. Il gagne en 1991 sa première course, dont Lance Armstrong est l'un des participants.
Christopher Horner a trois enfants, prénommés Aarica, Kali, et Garret. Il réside à Bend dans l'Oregon.

## Carrière cycliste

### Carrière amateur et début de carrière professionnelle
Christopher Horner évolue en 1993 au sein de l'équipe amateur américaine Lite Beer, dirigée par John Wordin. Cette équipe prend le nom de Nutra Fig en 1994 et devient professionnelle en 1995. Devenu ainsi coureur professionnel, Christopher Horner remporte en 1996 la 89'er Stage Race, l'Athens Twilight Criterium, la First Union Invitational la CoreStates Hamilton Classic devant les coureurs de l'équipe US Postal Tyler Hamilton et Marty Jemison et une étape du Tour DuPont. Il finit deuxième de la Redlands Classic, troisième du First Union Grand Prix et du championnat des États-Unis sur route et du championnat des États-Unis du contre-la-montre. Lors des Olympic Trials, les sélections américaines pour les Jeux olympiques, Horner gagne la première course à Seattle et finit quatrième du classement général par points. Il n'est cependant pas sélectionné en équipe nationale pour les Jeux,,.

### Première expérience de l'élite chez La Française des jeux
En 1997, il rejoint la nouvelle équipe française La Française des jeux. Il loge à Étampes, chez le directeur sportif de l'équipe Alain Gallopin, venu le recruter aux États-Unis. Ses meilleurs résultats avec cette équipe sont la deuxième place du Prix d'Armorique et les troisièmes places du Grand Prix de Plouay et de la Thrift Drug Classic en 1997, ainsi que diverses places d'honneur. Il participe à quelques courses majeures du calendrier international et aux championnats du monde sur route à trois reprises (il est 28e en 1997). Il doit cependant renoncer à prendre part à son premier Tour de France en 1998 car, bien que sélectionné par La Française des jeux, il se casse le poignet lors de la dernière étape du Grand Prix du Midi libre en juin. Il garde un mauvais souvenir de ces trois années, notamment en raison de sa difficulté à s'intégrer, et en reste marqué durant la suite de sa carrière,.

### 2000-2004: fin de la première carrière en Europe et domination du calendrier américain
En 2000, Christopher Horner rejoint l'équipe américaine Mercury-Mannheim Auctions, dirigée par John Wordin. En début d'année, il remporte le Tour de Langkawi puis la Redlands Classic, et se classe huitième du Critérium international et de la Route Adélie.
En 2001, l'équipe Mercury-Mannheim Auctions devient Mercury-Viatel avec l'arrivée d'un deuxième sponsor principal. Son budget et son effectif croissent, et elle accède à la première division (GSI). Horner est deuxième du classement général et vainqueur d'étape de la Redlands Classic et septième de la Sea Otter Classic en mars, vainqueur de la Solano Bicycle Classic en avril, et deuxième du classement général et vainqueur d'étape de la Cascade Classic en juillet. Malgré de bons résultats en Europe, l'équipe Mercury-Viatel n'est sélectionnée par aucun grand tour. Le sponsor Viatel se retire, l'équipe est à court d'argent et licencie ou laisse partir plusieurs coureurs, dont Christopher Horner qui rejoint en octobre l'équipe américaine de troisième division Prime Alliance. Avec cette équipe, Horner remporte le classement individuel de l'USA Cycling National Racing Calendar, gagnant notamment la Redlands Classic et la Sea Otter Classic.
En 2003, Christopher Horner court chez Saturn, équipe de troisième division (GSIII) qui domine les compétitions américaines. Il est à nouveau lauréat de l'USA Cycling National Racing Calendar, avec une nouvelle victoire sur la Redlands Classic, ainsi qu'au Tour de Géorgie et au Grand Prix de San Francisco. L'équipe Saturn remporte le classement par équipes du calendrier national, et se classe deuxième du classement des équipes de GSIII. Elle disparaît cependant à l'issue de cette saison, après la fin du sponsoring du constructeur automobile Saturn. Lors des championnats du monde, Horner apparaît comme le plus fort des coureurs américains et attaque à plusieurs reprises, sans bénéficier d'un rôle clairement défini au sein de l'équipe. Il termine à la 72e place,,.
En janvier 2004, il rejoint l'équipe Webcor, dont la plupart des coureurs cumulent un emploi avec leur activité de cycliste. Il acquiert son troisième succès consécutif sur le calendrier national américain, en gagnant pour la quatrième fois la Redlands Classic. Malgré ses résultats, il ne fait pas partie des coureurs sélectionnés en équipe des États-Unis pour les Jeux olympiques.

### Retour en Europe avec Saunier Duval-Prodir
En fin de saison, il est recruté par Mauro Gianetti dans l'équipe ProTour Saunier Duval-Prodir, sur les conseils d'Alain Gallopin. Désigné leader de l'équipe américaine au championnat du monde avec Fred Rodriguez, il surprend en terminant dans le groupe de quinze coureurs se disputant la victoire. Il prend la huitième place,. Sa première course avec Saunier Duval est la classique Paris-Tours, avant-dernière manche de la Coupe du monde. Le week-end suivant, il se classe onzième de la dernière classique de la Coupe du monde, le Tour de Lombardie, à 17 secondes du vainqueur Damiano Cunego.
À la suite d'une chute lors de Tirreno-Adriatico, Christopher Horner souffre d'une fracture de la hanche au début de l'année 2005. Sa saison reprend au mois de juin au Wachovia Invitational. Il se classe troisième du championnats des États-Unis sur route, puis remporte la première étape de montagne du Tour de Suisse. C'est sa première victoire professionnelle en Europe. Il termine cinquième du classement général de cette épreuve. Il participe quelques semaines plus tard à son premier Tour de France. Il se classe neuvième de la huitième étape à Gérardmer. Il passe près de la victoire lors de la treizième étape en étant rattrapé avec Sylvain Chavanel dans le dernier kilomètre.

### 2006-2007: équipier de Cadel Evans chez Davitamon-Lotto/Predictor-Lotto

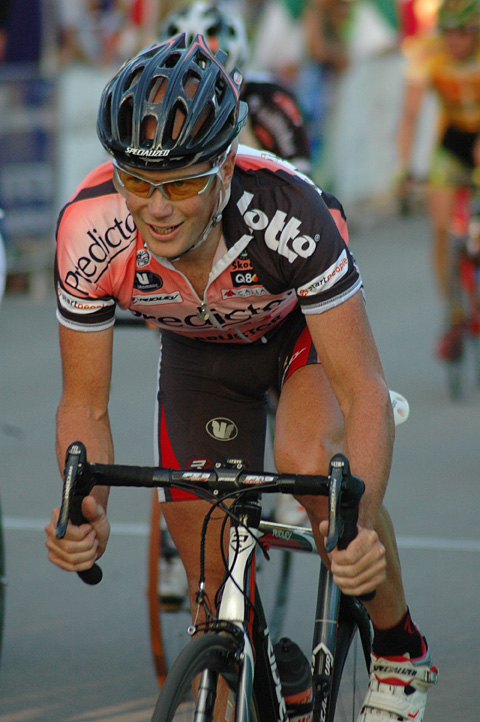
Christopher Horner en 2007.

Peu après le Tour de France 2005, Christopher Horner signe un contrat de deux ans avec l'équipe belge Davitamon-Lotto. Grâce à ses résultats de début de saison (13e du Tour de Californie, 10e de Paris-Nice, 32e du Tour du Pays basque), il devient un élément important de l'équipe pour les classiques ardennaises. Il obtient les meilleurs résultats de l'équipe sur ces courses et fait ainsi mieux que Cadel Evans, leader de Davitamon-Lotto sur la Flèche wallonne et également présent à Liège. Il se classe 20e de l'Amstel Gold Race et 19e de la Flèche wallonne. Lors de Liège-Bastogne-Liège, course à laquelle il participe pour la deuxième fois, il finit dans le groupe de tête et prend la huitième place. La semaine suivante, il remporte une étape montagneuse du Tour de Romandie à Porrentruy et prend pour une journée la première place du classement général. Il termine septième de cette épreuve. En juillet, il prend part au Tour de France. Il y tient un rôle de coéquipier de Cadel Evans, notamment dans la montagne. Il termine à la 63e place du classement général, Evans à la quatrième. En septembre, il participe au Tour d'Espagne pour la première fois et termine à la vingtième place du classement général. Il est sélectionné une huitième fois en équipe nationale aux championnats du monde, où il prend la 47e place de la course sur route.
En 2007, Horner est à nouveau leader du Tour de Romandie pendant une journée. Lors de la dernière étape, disputée contre-la-montre, il recule à la cinquième place du classement général. En juillet, il est le principal coéquipier de Cadel Evans en montagne lors du Tour de France,. Evans est deuxième du classement général, battu de 23 secondes par Alberto Contador. Horner parvient à se hisser à la 15e place. En septembre, il participe de nouveau à la Vuelta. Il y remplit la même tâche pour Evans, qui finit quatrième. Non-sélectionné pour les championnats du monde, Horner finit la saison avec une dixième place au Tour de Lombardie.

### 2008-2009: aux côtés d'Alberto Contador et Levi Leipheimer chez Astana
Après le Tour de France, Horner dénonce le salaire proposé par Predictor-Lotto pour un éventuel prolongement de son contrat. D'après lui ce salaire n'est pas à la hauteur de son travail et de ses résultats,. Il s'engage au mois de novembre avec l'équipe Astana. Johan Bruyneel, qui vient d'arriver à la direction de cette équipe, souhaite le voir participer au Tour de France afin d'y épauler en montagne les leaders Alberto Contador et Levi Leipheimer, respectivement vainqueur et troisième en 2007. Horner retrouve dans cette équipe le directeur sportif Alain Gallopin.
L'équipe Astana subit les conséquences des cas de dopage révélés en son sein en 2007. Amaury Sport Organisation ne l'invite pas sur ses épreuves, dont le Tour de France, Liège-Bastogne-Liège, la Flèche wallonne et Paris-Nice. RCS Sport n'invite pas non plus Astana à Milan-San Remo et Tirreno-Adriatico. Christopher Horner est aux côtés de Leipheimer lors de sa victoire au Tour de Californie et accompagne Contador sur ses succès au Tour de Castille-et-León et au Tour du Pays basque. Il participe également au Critérium du Dauphiné libéré et au Tour de Géorgie dont Leipheimer prend la troisième place. Il est en revanche absent du Tour d'Italie gagné par Contador. Il doit renoncer à participer au Tour d'Espagne en raison d'une fracture de la clavicule contractée lors du Tour of Elk Grove au début du mois d'août. Il termine cette saison sans avoir participé à l'un des trois grands tours, ni aux championnats du monde, et avec pour meilleurs résultats personnels la septième place du Tour de Lombardie en octobre, et une victoire au Tour de White Rock, sur le calendrier national canadien, en juillet.

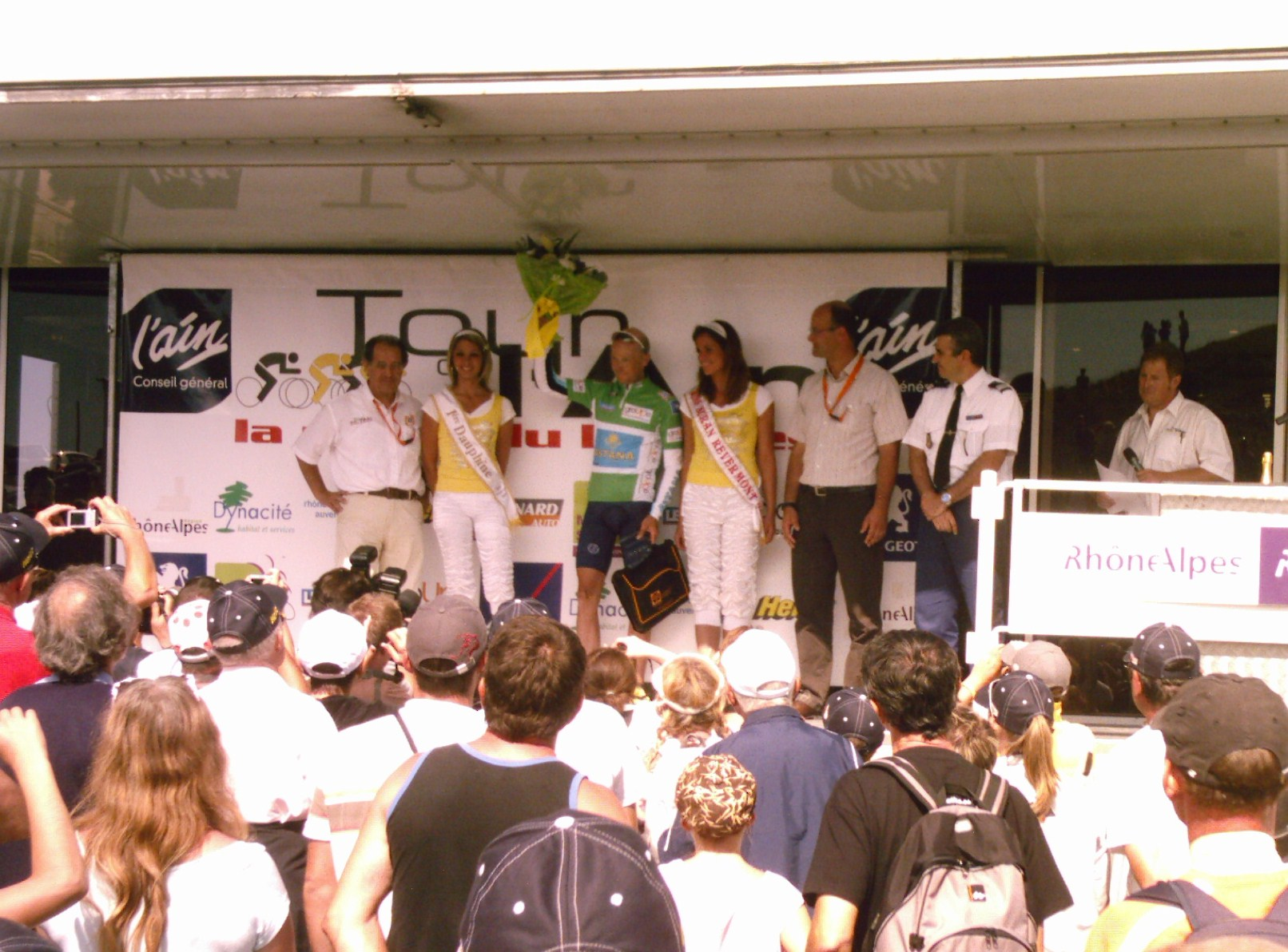
Christopher Horner, vainqueur du classement par points et deuxième du classement général du Tour de l'Ain 2009.

Christopher Horner garde le même rôle en 2009 au sein de l'équipe Astana, qui voit le retour à la compétition de Lance Armstrong, septuple vainqueur du Tour de France et « retraité » depuis 2005. Il aide à nouveau Levi Leipheimer à s'imposer au Tour de Californie, puis Alberto Contador à en faire de même au Tour du Pays basque. Il est cependant victime d'une chute lors de cette course et doit abandonner, souffrant de fractures d'une clavicule et d'une côte,. Il est absent des classiques ardennaises qui figuraient à son programme. En mai, il épaule Leipheimer, et dans une moindre mesure Lance Armstrong, au Tour d'Italie. Il se classe notamment sixième de l'étape arrivant à l'Alpe de Siusi après 24,9 km d'ascension. Il doit cependant abandonner à la suite d'une chute lors de la dixième étape lui causant une fracture du plateau tibial latéral. Il doit s'abstenir de pédaler pendant deux semaines. Malgré sa prestation au Giro, il ne fait pas partie des neuf coureurs sélectionnés par Astana pour le Tour de France. Il regrette que Dmitriy Muravyev et Sérgio Paulinho lui aient été préférés, le premier pour satisfaire les dirigeants kazakhs, le second à la demande de Contador, mais ne blâme pas Johan Bruyneel. Après avoir repris la compétition au Tour of Elk Grove en juillet et s'être classé deuxième du Tour de l'Ain en août, il participe au Tour d'Espagne avec l'objectif de « terminer dans le Top 10 voire 5 ». Pour la troisième fois cette saison, il doit se retirer de la course en raison de fractures, cette fois au poignet et à la hanche, contractée sur chute lors de la cinquième étape,. Il clot l'année 2009 en se classant douzième du Tour de Lombardie.

### 2010-2013: chez RadioShack et vainqueur du Tour d'Espagne 2013

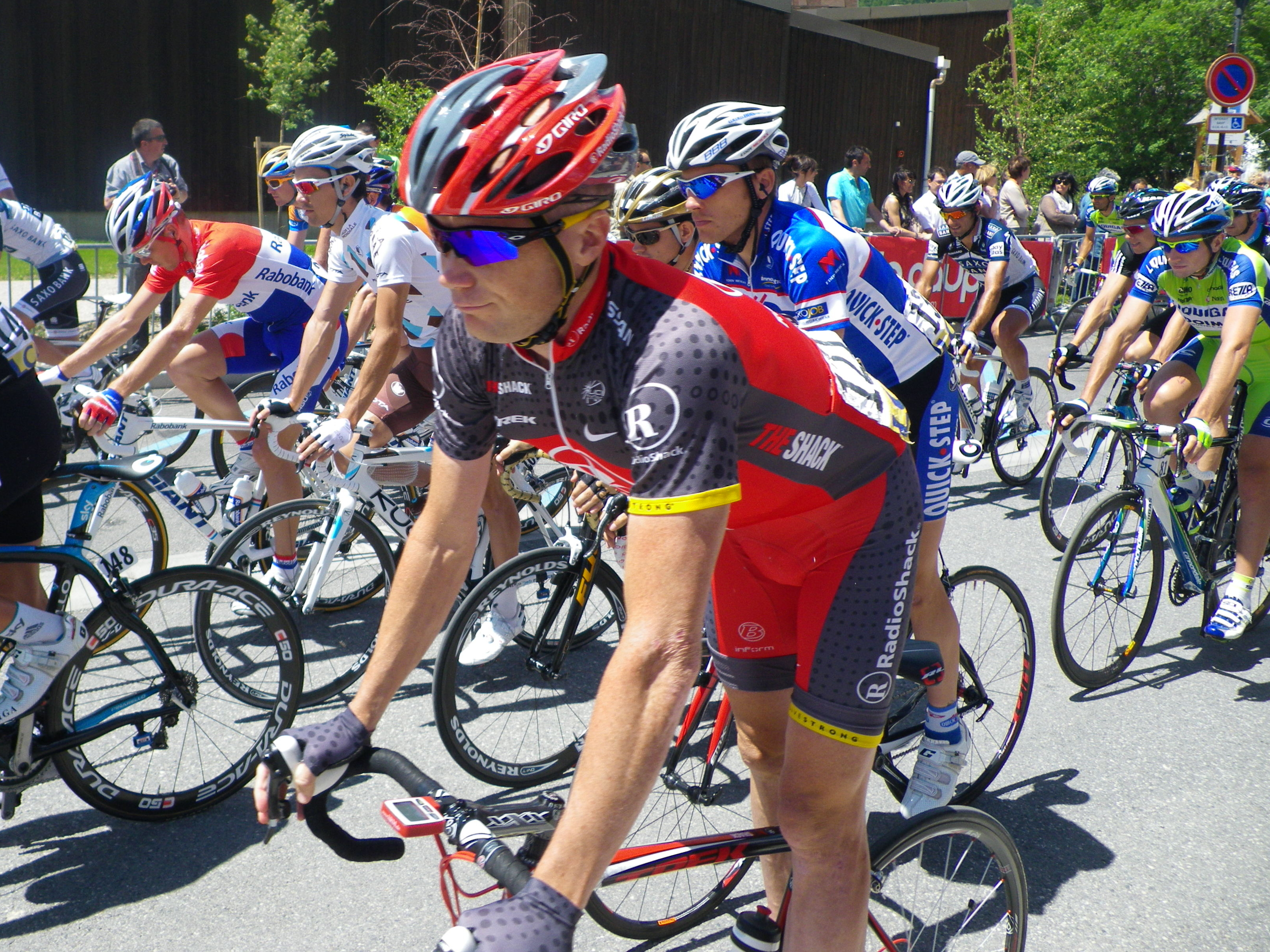
Christopher Horner, à Serre Chevalier lors Critérium du Dauphiné 2010.

En octobre 2009, Christopher Horner s'engage pour les saisons 2010 et 2011 avec l'équipe RadioShack, créée par Lance Armstrong et son entourage, et dirigée par Johan Bruyneel. Il commence l'année 2010 avec une deuxième place au Tour de Sardaigne derrière Roman Kreuziger, puis prend part à Paris-Nice (27e) et au Critérium international (8e). En avril, il prend le départ du Tour du Pays basque en partageant le statut de leader de RadioShack avec Andreas Klöden, et devient rapidement leader unique. Remonté à la deuxième place du classement général après la quatrième étape, il détrône Alejandro Valverde de la première place en gagnant la dernière étape disputée contre-la-montre. Horner remporte ainsi sa première course par étape en Europe, et le principal succès de sa carrière. Il aborde la semaine suivante les classiques ardennaises en étant désigné leader de l'équipe RadioShack. Comme d'autres favoris de cette course, il s'y rend en voiture, partant d'Espagne en compagnie de son coéquipier Tomas Vaitkus, en raison de l'interdiction de vol qui touche une partie de l'Europe à la suite de l'éruption de l'Eyjafjöll en Islande. Il prend la dixième place de cette classique. Trois jours plus tard, il est septième de la Flèche wallonne. Le dimanche suivant, il prend la septième place de Liège-Bastogne-Liège, terminant à plus d'une minute du vainqueur Alexandre Vinokourov en compagnie d'Andy Schleck, Igor Antón, Alejandro Valverde et Alberto Contador. En juin, il termine à la neuvième place d'un Critérium du Dauphiné remporté par son coéquipier Janez Brajkovič et enchaîne avec une neuvième place sur le Tour de France,. Il termine dix-huitième du classement mondial UCI.
En 2011, Christopher Horner termine troisième du Tour de Catalogne et deuxième du Tour du Pays basque derrière son coéquipier Andreas Klöden. Il remporte son premier succès de l'année au Tour de Californie en remportant la quatrième étape. Il prend alors la tête du classement général et il remporte quatre jours plus tard le classement final de la course  .
Après cette victoire, Horner se tourne vers le Tour de France avec pour ambition de le terminer parmi les cinq premiers, voire sur le podium. Il estime que « dans un bon jour », il est l'« un des meilleurs grimpeurs » et que « seuls Alberto Contador et Fränk Schleck peuvent [le] lâcher ». L'équipe RadioShack se présente au départ du Tour de France avec quatre leaders : Christopher Horner, Levi Leipheimer, Andreas Klöden et Janez Brajkovič,,. Horner chute lourdement lors de la septième étape, et ne repart pas le lendemain victime d'une fracture du nez et d'une commotion cérébrale. Reprenant immédiatement l'avion pour rentrer aux États-Unis, il est victime d'une embolie pulmonaire qui risqua de lui coûter la vie. 
Sous traitement d'anticoagulants jusque fin janvier 2012, il reprend la compétition lors du Tirreno-Adriatico avec son équipe RadioShack-Nissan-Trek. Leader durant trois étapes, il termine deuxième, Vincenzo Nibali lui ravissant la première place lors de l'ultime contre-la-montre. Participant au Tour de France 2012 dans un rôle d'équipier, il réalise l'exploit de se classer treizième du classement final à 40 ans et de contribuer à la victoire de RadioShack-Nissan au classement par équipes. Peu après la fin du Tour, il se rend en Angleterre pour ses premiers Jeux olympiques, vingt ans après avoir disputé pour la première fois les sélections olympiques américaines. Lors de la course en ligne de ces Jeux de Londres, il forme l'équipe américaine avec Tyler Farrar, Tejay van Garderen, Timothy Duggan et Taylor Phinney, et prend la 93e place. Septième du Tour de l'Utah (en) et treizième du Tour du Colorado en août, il est à nouveau sélectionné en équipe pour les championnats du monde, dans le Limbourg néerlandais.
En 2013, il commence à nouveau sa saison par Tirreno-Adriatico, dont il prend la sixième place. Il participe ensuite au Tour de Catalogne, qu'il quitte après la première étape. Souffrant au genou, il ne dispute aucune course pendant près de cinq mois. Il revient en août, au Tour de l'Utah. Il en remporte l'étape reine, à Snowbird, et termine deuxième du classement général. Deux semaines plus tard, il prend le départ du Tour d'Espagne. Deux jours après que son équipe RadioShack-Leopard a pris la deuxième place du contre-la-montre par équipes, il s'impose en puncheur lors de la troisième étape, en partant sous la flamme rouge pour reprendre et déposer le champion d'Italie Ivan Santaromita, et résiste au retour des leaders dans les derniers hectomètres. Âgé de 41 ans et 307 jours, il devient le plus vieux coureur à gagner une étape et occuper la première place du classement général d'un grand tour,,. Il récidive sept jours plus tard en remportant en solitaire la dixième étape avec 48 secondes d'avance sur Vincenzo Nibali, après avoir  jailli du groupe des leaders à cinq kilomètres de l'arrivée pour rapidement creuser les écarts. Il enfile à nouveau le maillot rouge de leader de la Vuelta,. Mais le perd dès le lendemain au profil de Vincenzo Nibali lors du contre-la-montre individuel, en concédant deux minutes et 54 secondes sur le vainqueur du jour et, rétrograde à la quatrième place au classement général. Il reprend le maillot de leader lors de la dix-neuvième étape et remporte la Vuelta devant Vincenzo Nibali et Alejandro Valverde, à 41 ans, il devient à la surprise générale le plus vieux vainqueur d'un grand tour. Alors que les médias spécialisés s'interrogent et cherchent des explications multiples à cet exploit, et à la suite également d'une erreur de l'agence antidopage espagnole, il publie fin septembre les résultats de son passeport biologique depuis 2008.

### 2014: chez Lampre-Merida à 42 ans
Sans contrat au début de l'année 2014, Christopher Horner s'engage fin janvier avec l'équipe Lampre-Merida. Au mois d'avril, alors qu'il se prépare pour disputer le tour d'Italie, il est percuté par une voiture dans un tunnel sur les rives du lac de Côme, il se relève avec un poumon perforé et des côtes brisées. Il parvient à se rétablir physiquement pour disputer le Tour de France, qu'il termine à la 17e place malgré une bronchite. Deuxième ensuite du Tour de l'Utah en août, il est ensuite amené à défendre son titre sur le Tour d'Espagne en étant chef de file de sa formation. Cependant, en approche de cette Vuelta, un contrôle montre une chute de son taux de cortisol résultant de la prise de cortisone sous autorisation thérapeutique pour soigner sa bronchite. Ce taux, quand il passe sous un certain seuil, contrevient aux règles du Mouvement pour un cyclisme crédible, dont est membre Lampre-Merida. Horner est donc retiré de la sélection la veille du départ par ses dirigeants. En fin de saison il n'est pas conservé par les dirigeants de la formation Lampre-Merida.

### 2015-2019: retour aux États-Unis
Dans l'impossibilité de trouver un contrat intéressant en Europe, Horner fait le choix de rentrer aux États-Unis et de poursuivre sa carrière au sein de la modeste équipe continentale Airgas-Safeway. En 2016, il rejoint l'équipe Lupus Racing, puis se retrouve sans contrat en 2017.
Le 22 juin 2018, il retourne au sein de l'équipe Équipe cycliste Illuminate (ex Airgas-Safeway), équipe où il a couru en 2015. Il prolonge sa carrière en 2019, mais ne participe à aucune course UCI et n'est plus dans l'effectif en 2020.

## Palmarès et résultats

### Palmarès
| - 1995 - Bonsall-San Luis Rey Classic - 2e de l'Athens Twilight Criterium - 1996 - Athens Twilight Criterium - Commerce Bank Lancaster Classic - 2e étape de la Fitchburg Longsjo Classic - 1re étape de la Redlands Bicycle Classic - 10e étape du Tour DuPont - 2e de la Redlands Bicycle Classic - 3e du First Union Grand Prix - 3e du championnat des États-Unis sur route - 3e de la Fitchburg Longsjo Classic - 3e du Grand Prix d'Atlanta - 1997 - 2e de la Nevada City Classic - 3e de la Mi-août bretonne - 3e du Grand Prix de Plouay - 3e de la Thrift Drug Classic - 2000 - Tour de Langkawi - Redlands Bicycle Classic - 2001 - 5e étape Redlands Bicycle Classic - Classement général de la Solano Bicycle Classic - 3e étape de la Cascade Classic - 2e de la Cascade Classic - 2e de la Redlands Bicycle Classic - 2002 - Redlands Bicycle Classic : - Classement général - 1re et 2e étapes - Sea Otter Classic : - Classement général - 3e étape - Nature Valley Grand Prix : - Classement général - 3e étape - Solano Bicycle Classic : - Classement général - 1re étape - Fitchburg Longsjo Classic - USA Cycling National Racing Calendar - 2e du championnat des États-Unis du contre-la-montre - 3e de la Cascade Classic - 2003 - Redlands Bicycle Classic - Tour de Géorgie - Grand Prix de San Francisco - 2e et 3e étapes de la Fitchburg Longsjo Classic - 4e étape de la Cascade Classic - Solano Bicycle Classic : - Classement général - 1re et 4e étapes - 2e étape de la McLane Pacific Classic - USA Cycling National Racing Calendar - 2e de la Fitchburg Longsjo Classic - 2e de la Pomona Valley Stage Race - 2e du championnat des États-Unis du critérium - 2004 - Redlands Bicycle Classic : - Classement général - Prologue, 1re et 2e étapes - Sea Otter Classic : - Classement général - 2e étape - Pomona Valley Stage Race : - Classement général - 2e et 3e étapes - Tour de Toona - 5e étape du Tour du Connecticut - Pine Flat Road Race - Tour de Temecula - USA Cycling National Racing Calendar - 3e du Tour de Géorgie - 8e du championnat du monde sur route | - 2005 - 6e étape du Tour de Suisse - 3e du championnat des États-Unis sur route - 5e du Tour de Suisse - 2006 - 3e étape du Tour de Romandie - 7e du Tour de Romandie - 8e de Liège-Bastogne-Liège - 10e de Paris-Nice - 2007 - 3e du Tour d'Émilie - 5e du Tour de Romandie - 10e du Tour de Lombardie - 2008 - 3e étape du Tour de White Rock - 3e du Tour de White Rock - 7e du Tour de Lombardie - 2009 - 2e du Tour de l'Ain - 2010 - Tour du Pays basque : - Classement général - 6e étape (contre-la-montre) - 2e du Tour de Sardaigne - 4e du Tour de Californie - 7e de la Flèche wallonne - 7e de Liège-Bastogne-Liège - 9e du Critérium du Dauphiné - 9e du Tour de France, - 10e de l'Amstel Gold Race - 2011 - Tour de Californie : - Classement général - 4e étape - 2e du Tour du Pays basque - 3e du Tour de Catalogne - 2012 - 2e de Tirreno-Adriatico - 9e du Tour du Pays basque - 2013 - 5e étape du Tour de l'Utah - Tour d'Espagne : - Classement général - Classement du combiné - 3e et 10e étapes - 2e du Tour de l'Utah - 6e de Tirreno-Adriatico - 2014 - 2e du Tour de l'Utah |  |

### Résultats sur les grands tours

#### Tour de France
7 participations
- 2005 : 33e
- 2006 : 64e
- 2007 : 15e
- 2010 : 9e[45],[46]
- 2011 : non-partant (8e étape)
- 2012 : 13e
- 2014 : 17e

#### Tour d'Italie
1 participation
- 2009 : non-partant (11e étape)

#### Tour d'Espagne
4 participations
- 2006 : 20e
- 2007 : 36e
- 2009 : non-partant (5e étape)
- 2013 :  Vainqueur du classement général,  vainqueur du classement du combiné, vainqueur des 3e et 10e étapes,  maillot rouge pendant 5 jours

### Classements mondiaux
Jusqu'en 2004, le classement UCI concerne tous les coureurs ayant obtenu des points lors de courses du calendrier international de l'Union cycliste internationale (324 courses en 2004). En 2005, l'UCI ProTour et les circuits continentaux sont créés, ayant chacun leur classement. De 2005 à 2008, le classement de l'UCI ProTour classe les coureurs membres d'équipes ProTour en fonction des points qu'ils ont obtenu lors des courses du calendrier UCI ProTour, soit 28 courses en 2005, 27 en 2006, 26 en 2007. En 2008, le calendrier du ProTour est réduit à 15 courses en raison du conflit entre l'UCI et les organisateurs de plusieurs courses majeures. Les trois grands tours, Paris-Roubaix, la Flèche wallonne, Liège-Bastogne-Liège, le Tour de Lombardie, Tirreno-Adriatico et Paris-Nice ne sont donc pas pris en compte dans le classement ProTour 2008. En 2009 et 2010, un « classement mondial UCI » remplace le classement ProTour. Il prend en compte les points inscrits lors des courses ProTour et des courses qui n'en font plus partie, regroupées dans un « calendrier historique », soit au total 24 courses en 2009 et 26 en 2010. Ce nouveau classement prend en compte les coureurs des équipes continentales professionnelles. En 2011, l'UCI ProTour devient l'UCI World Tour et reprend dans son calendrier les courses qui l'avaient quitté en 2008. Il comprend 27 courses en 2011 et son classement ne concerne plus que les coureurs membres des 18 équipes ProTeam..
Christopher Horner apparaît pour la première fois au classement UCI en 1996. Il obtient son meilleur classement en 2013 : 13e.
| Année                  | 1996 | 1997 | 1998 | 1999 | 2000 | 2001 | 2002 | 2003 | 2004 | 2005 | 2006 | 2007 | 2008 | 2009 | 2010 | 2011 | 2012 | 2013 | 2014 | 2015 | 2016 |
| ---------------------- | ---- | ---- | ---- | ---- | ---- | ---- | ---- | ---- | ---- | ---- | ---- | ---- | ---- | ---- | ---- | ---- | ---- | ---- | ---- | ---- | ---- |
| Classement UCI         | 180e | 289e | 427e | 506e | 256e | 425e | 623e | 217e | 167e |      |      |      |      |      |      |      |      |      |      |      |      |
| Classement ProTour     |      |      |      |      |      |      |      |      |      | 81e  | 80e  | 61e  | nc   |      |      |      |      |      |      |      |      |
| Calendrier mondial UCI |      |      |      |      |      |      |      |      |      |      |      |      |      | nc   | 18e  |      |      |      |      |      |      |
| UCI World Tour         |      |      |      |      |      |      |      |      |      |      |      |      |      |      |      | 27e  | 43e  | 13e  | 140e |      |      |
| UCI America Tour       |      |      |      |      |      |      |      |      |      |      |      |      |      |      |      |      |      |      |      | 58e  | 277e |